# El Diario Vasco
El Diario Vasco é um jornal espanhol publicado na cidade de San Sebastián, em Guipúzcoa. Fundado em 1934, atualmente pertence ao grupo Vocento. Apesar de ser bilíngue em espanhol e basco, é publicado 90% em espanhol.

## História
Foi fundada em 27 de novembro de 1934 pela Sociedad Vascongada de Publicaciones, tendo como primeiro diretor Pedro Pujol Martínez. Entre seus fundadores estavam políticos conservadores da época, como Ramiro de Maeztu ou Juan Ignacio Luca de Tena. O Diario Vasco, como é o caso de El Pueblo Vasco de Bilbao, vai ser uma publicação patrocinada pela grande capital basca  Jornal de ideologia monárquica  e contrário ao PNV, estava vinculado ao jornal ABC.

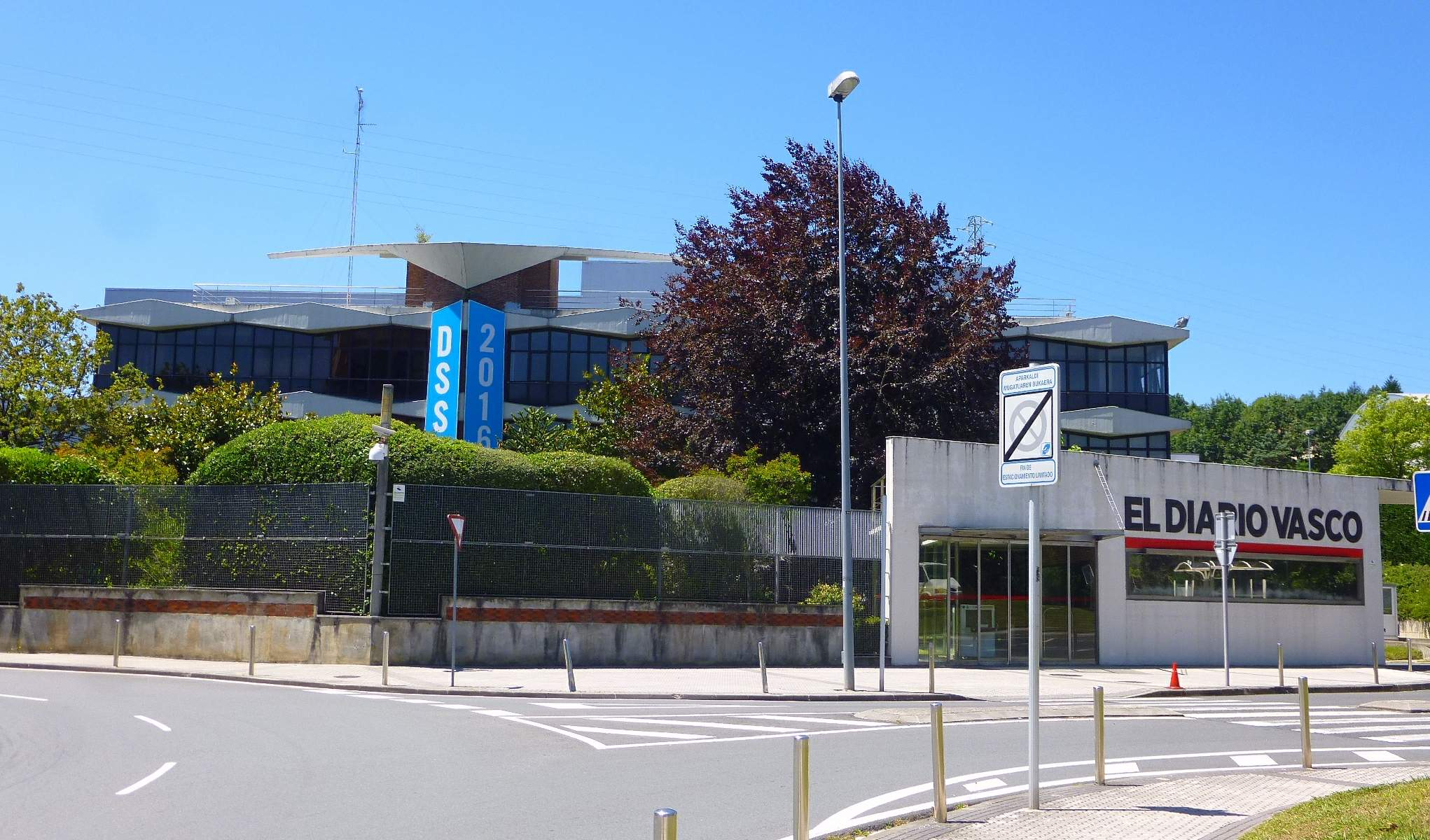
Escritórios e redação do El Diario Vasco na Calle Portuetxe, 2 em San Sebastián

Com o golpe de estado que deu origem à Guerra Civil, El Diario Vasco se posicionou a favor dos insurgentes – não à toa era o banqueiro Juan March seu chefe – e foi fechado pelo governo. Suas prensas foram usadas para a edição de um jornal de guerra, a Frente Popular.
Com a captura de San Sebastián pelas tropas de Franco, El Diario Vasco foi publicado novamente. Primeiro o Grupo Correo e, em 1949, Bilbao Editorial, compraram-no e juntaram-se à gestão ao El Correo Español, publicado em Bilbau. Durante a ditadura franquista, conviveu em San Sebastián com outros jornais, como La Voz de España e Unidad —ambos editados pelo grupo de imprensa “Movimiento”—.
Em 2001, o diretor financeiro do jornal, Santiago Oleaga Elejabarrieta, foi assassinado em San Sebastián por dois membros da organização terrorista ETA.
Atualmente pertence ao Grupo Vocento e mantém dez edições, distribuídas por toda a província de Guipúzcoa, e uma no exterior.